# 케이트 스페이드

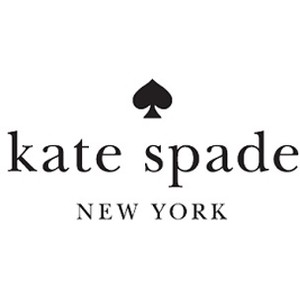
케이트 스페이드의 이름을 딴 패션 브랜드 케이트 스페이드 뉴욕의 로고

케이트 스페이드(영어: Kate Spade)로 잘 알려진 캐서린 노엘 브로즈너핸(영어: Katherine Noel Brosnahan, 1962년 12월 24일 ~ 2018년 6월 5일)은 미국의 패션 디자이너, 기업인이다. 자신의 이름을 딴 패션 브랜드인 케이트 스페이드 뉴욕의 공동 소유자이자 디자이너로 일했다.
2018년 6월 5일 맨해튼에 위치한 자신의 아파트에서 숨진채 발견되었다.